# XII Premis de la Unión de Actores
La XII edició dels Premis de la Unión de Actores, corresponents a l'any 2002, concedits pel sindicat d'actors Unión de Actores y Actrices, va tenir lloc el 10 de març de 2003 al Palacio de Congresos (Campo de las Naciones). La gala va estar presentada per les actrius Blanca Portillo i Llum Barrera. Per primer cop es van separar tots els premis en categories masculina i femenina (llevat el premi especial i a tota una vida). De la mateixa manera que els XVII Premis Goya, la gala es va convertir en un símbol de protesta dels actors contra la guerra de l'Irak i la posició oficial del govern de José María Aznar a la intervenció armada en aquest país. No hi van assistir ni la ministra de cultura ni el president de la Comunitat de Madrid.

## Candidatures

### Premi a Tota una vida
- María Isbert

### Premi Especial
- Reial Escola Superior d'Art Dramàtic

### Cinema

#### Millor actriu protagonista
| Actriu             | Pel·lícula                       | Resultat   |
| ------------------ | -------------------------------- | ---------- |
| Mercedes Sampietro | Lugares comunes                  | Guanyadora |
| Natalia Verbeke    | El otro lado de la cama          | Candidata  |
| Leonor Watling     | A mi madre le gustan las mujeres | Candidata  |

#### Millor actor protagonista
| Actor           | Pel·lícula              | Resultat  |
| --------------- | ----------------------- | --------- |
| Ernesto Alterio | El otro lado de la cama | Candidat  |
| Javier Bardem   | Los lunes al sol        | Guanyador |
| Javier Cámara   | Hable con ella          | Candidat  |

#### Millor actriu secundària
| actriu            | Pel·lícula               | Resultat   |
| ----------------- | ------------------------ | ---------- |
| Geraldine Chaplin | En la ciudad sin límites | Candidata  |
| Nieve de Medina   | Los lunes al sol         | Guanyadora |
| Adriana Ozores    | En la ciudad sin límites | Candidata  |

#### Millor actor secundari
| Actor            | Pel·lícula              | Resultat  |
| ---------------- | ----------------------- | --------- |
| José Ángel Egido | Los lunes al sol        | Candidat  |
| Alberto San Juan | El otro lado de la cama | Candidat  |
| Luis Tosar       | Los lunes al sol        | Guanyador |

#### Millor actriu de repartiment
| Actriu          | Pel·lícula     | Resultat   |
| --------------- | -------------- | ---------- |
| Mariola Fuentes | Hable con ella | Guanyadora |
| Miriam Montilla | La caja 507    | Candidata  |
| Mar Regueras    | Rencor         | Candidata  |

#### Millor actor de repartiment
| Actor            | Pel·lícula              | Resultat  |
| ---------------- | ----------------------- | --------- |
| Joaquín Climent  | Los lunes al sol        | Guanyador |
| Secun de la Rosa | El otro lado de la cama | Candidat  |
| Eduardo Gómez    | 800 balas               | Candidat  |

#### Millor actriu revelació
| Actriu                          | Pel·lícula         | Resultat   |
| ------------------------------- | ------------------ | ---------- |
| Dolores González Flores, Lolita | Rencor             | Candidata  |
| Nieve de Medina                 | Los lunes al sol   | Guanyadora |
| Irene Visedo                    | Cuéntame cómo pasó | Candidata  |

#### Millor actor revelació
| Actor            | Pel·lícula              | Resultat  |
| ---------------- | ----------------------- | --------- |
| José Ángel Egido | Los lunes al sol        | Candidat  |
| Vicente Romero   | Padre Coraje            | Guanyador |
| Guillermo Toledo | El otro lado de la cama | Candidat  |

### Televisió

#### Millor actriu protagonista
| actriu          | Sèrie de televisió | Resultat   |
| --------------- | ------------------ | ---------- |
| Amparo Baró     | 7 Vidas            | Guanyadora |
| Ana Duato       | Cuéntame cómo pasó | Candidata  |
| Blanca Portillo | 7 Vidas            | Candidata  |

#### Millor actor protagonista
| Actor            | Sèrie de televisió                  | Resultat  |
| ---------------- | ----------------------------------- | --------- |
| Imanol Arias     | Cuéntame cómo pasó                  | Candidat  |
| Juan Diego       | Padre Coraje                        | Guanyador |
| Adolfo Fernández | Policías, en el corazón de la calle | Candidat  |

#### Millor actriu secundària
| actriu        | Sèrie de televisió | Resultat   |
| ------------- | ------------------ | ---------- |
| Lola Herrera  | Un paso adelante   | Candidata  |
| Rosario Pardo | Cuéntame cómo pasó | Candidata  |
| Terele Pávez  | Cuéntame cómo pasó | Guanyadora |

#### Millor actor secundari
| Actor           | Sèrie de televisió                  | Resultat  |
| --------------- | ----------------------------------- | --------- |
| Pedro Casablanc | Policías, en el corazón de la calle | Guanyador |
| Javivi          | Ana y los siete                     | Candidat  |
| Pepe Sancho     | Cuéntame cómo pasó                  | Candidat  |

#### Millor actriu de repartiment
| actriu           | Sèrie de televisió | Resultat   |
| ---------------- | ------------------ | ---------- |
| Chiqui Fernández | Periodistas        | Guanyadora |
| Elisa Lledó      | Living Lavapiés    | Candidata  |
| Lidia Otón       | Cuéntame cómo pasó | Candidata  |

#### Millor actor de repartiment
| Actor         | Sèrie de televisió | Resultat  |
| ------------- | ------------------ | --------- |
| Javier Corral | Living Lavapiés    | Candidat  |
| Luis Cuenca   | Cuéntame cómo pasó | Guanyador |
| Bruto Pomeroy | El comisario       | Candidat  |

### Teatre

#### Millor actriu protagonista
| Actriu       | Obra de teatre           | Resultat   |
| ------------ | ------------------------ | ---------- |
| María Adánez | El príncipe y la corista | Candidata  |
| Carme Elias  | La gaviota               | Candidata  |
| Kiti Mánver  | El matrimonio de Boston  | Guanyadora |

#### Millor actor protagonista
| Actor               | Obra de teatre                     | Resultat  |
| ------------------- | ---------------------------------- | --------- |
| Roberto Enríquez    | La gaviota                         | Candidat  |
| Josep Maria Flotats | París 1940                         | Guanyador |
| Joaquín Notario     | Peribáñez y el Comendador de Ocaña | Candidat  |

#### Millor actriu secundària
| actriu         | Obra de teatro          | Resultat   |
| -------------- | ----------------------- | ---------- |
| Chusa Barbero  | La prueba               | Candidata  |
| Nuria Mencía   | El matrimonio de Boston | Candidata  |
| Goizalde Núñez | La gaviota              | Guanyadora |

#### Millor actor secundari
| Actor                | Obra de teatro                     | Resultat  |
| -------------------- | ---------------------------------- | --------- |
| Fernando Cayo        | Peribáñez y el Comendador de Ocaña | Candidat  |
| Miguel Hermoso Arnao | La prueba                          | Guanyador |

#### Millor actriu de repartiment
| actriu          | Obra de teatro                     | Resultat   |
| --------------- | ---------------------------------- | ---------- |
| Marta Belenguer | Peribáñez y el Comendador de Ocaña | Candidata  |
| Miriam Montilla | Familia                            | Guanyadora |
| Celia Solaguren | Don Juan Tenorio                   | Candidata  |

#### Millor actor de repartiment
| Actor         | Obra de teatre   | Resultat  |
| ------------- | ---------------- | --------- |
| Jordi Dauder  | La gaviota       | Candidat  |
| Sergio Otegui | La gaviota       | Guanyador |
| Carlos Santos | Don Juan Tenorio | Candidat  |